# Гандак
Га́ндак (Нараяни; непальск. कालीगण्डकी नदी, хинди कालीगण्डकी) — река в Непале и Индии, одна из четырёх самых больших рек Непала.
В верхнем течении река носит название Ка́ли-Га́ндак. Берёт начало в Гималаях, исток Кали-Гандака — слияние реки Музтанг-Кхола и реки Кьюгома-Кхола.
Бассейн реки занимает центральную часть Непала. У истоков реки находится королевство Мустанг, примыкающее к Тибету. Река впадает в Ганг в районе Патны (Индия). Исторически долина известна как торговый путь между Индией и Тибетом и в первую очередь как тропа по торговле солью.
Долина реки знаменита также тем, что разрезает Большой Гималайский Хребет между вершинами Аннапурна и Дхаулагири, каждая из которых выше 8000 м, расстояние между вершинами — 35 км. Сама же река на участке между этими горами течёт на высоте 2540 метров, поэтому Калигандакское ущелье — самое глубокое ущелье в мире.

## Исторические сведения
В XVI веке в долине реки сложиласть конфедерация княжеств Чаубиси, просуществовавшая до 1786 года.
Во время гражданской войны в Непале долина иногда попадала под контроль маоистов. Так как через долину проходят туристические трассы, маоисты собирали с туристов пошлину в размере около 5-10 долларов в виде «добровольных» пожертвований или за «защиту» групп, выдавая при этом расписки, чтобы пошлина не собиралась дважды. При этом инцидентов между маоистами и туристами не происходило, несмотря на сравнительно большое количество туристов.

## Галерея

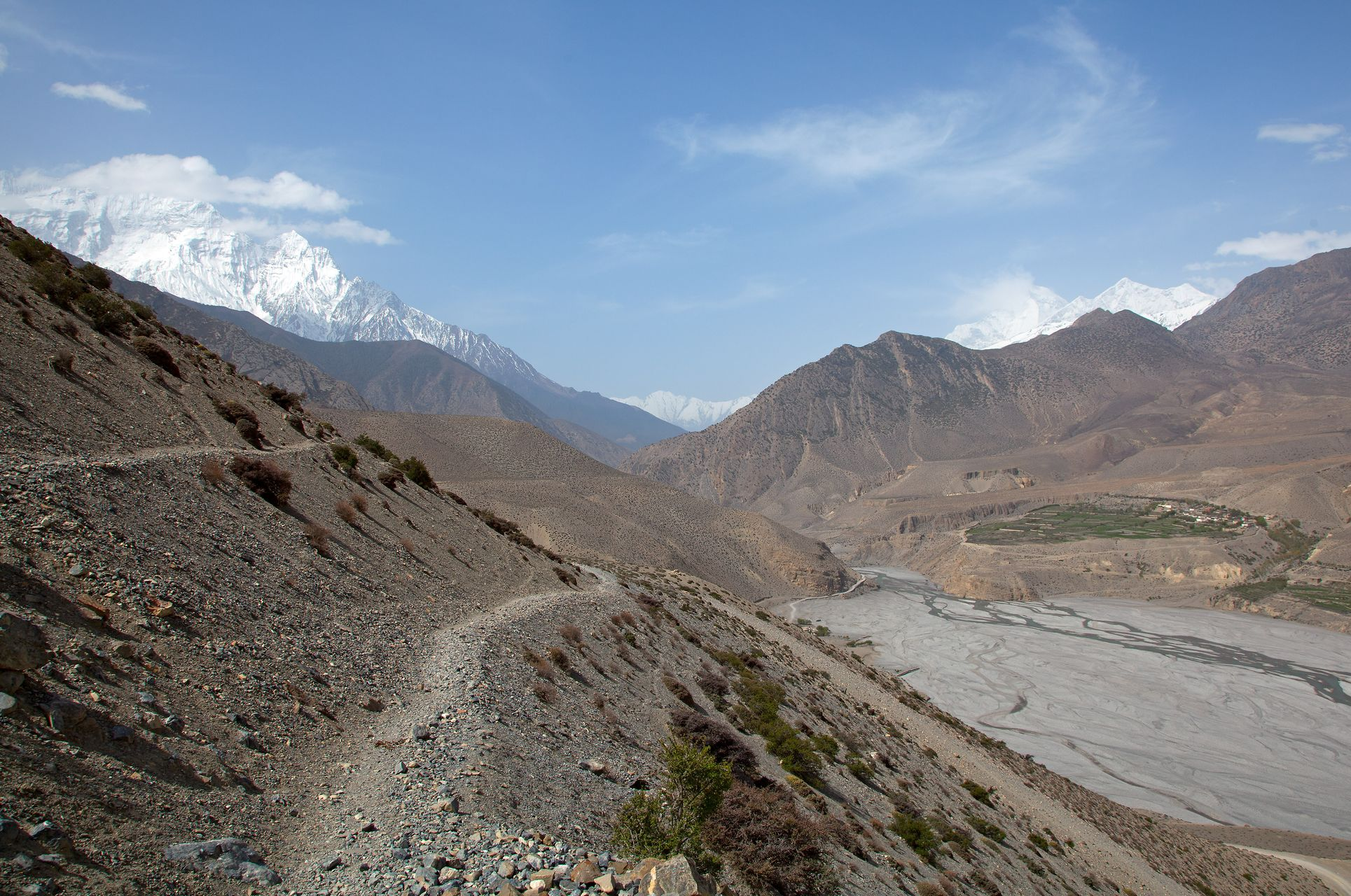
Вид на долину Гандака с дороги в Муктинатх
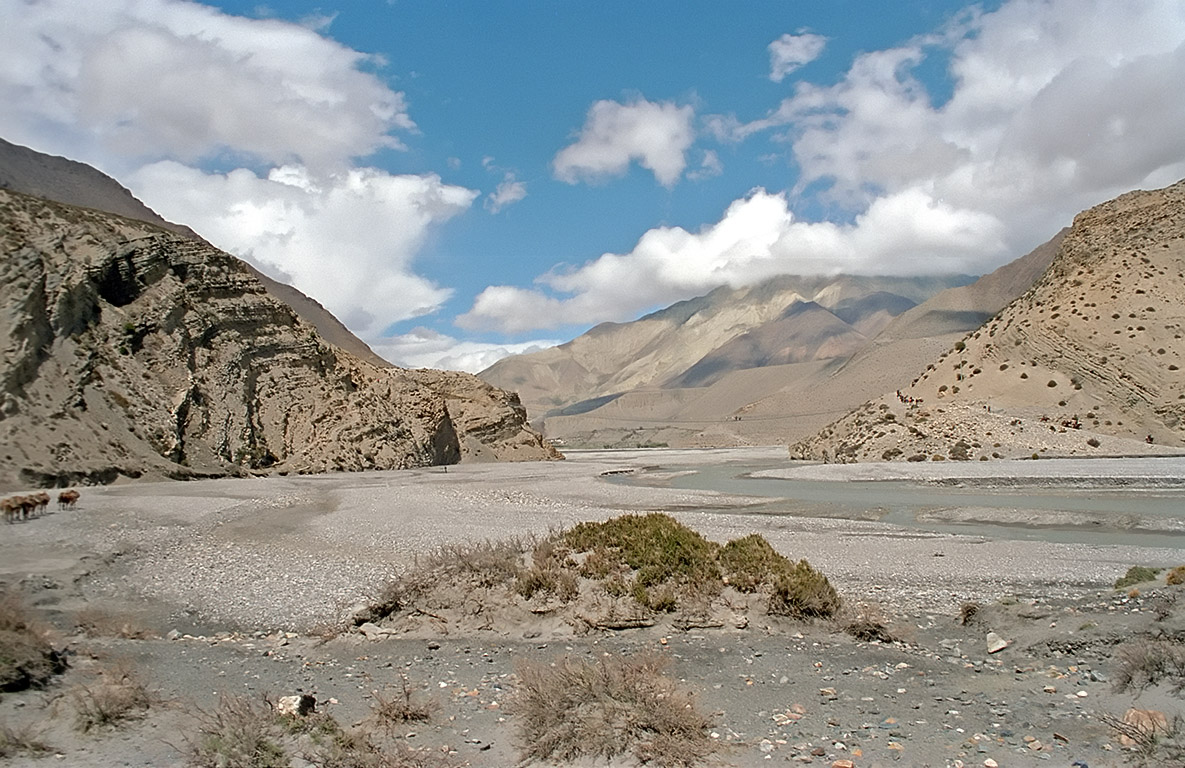
Гандак в районе Мустанг
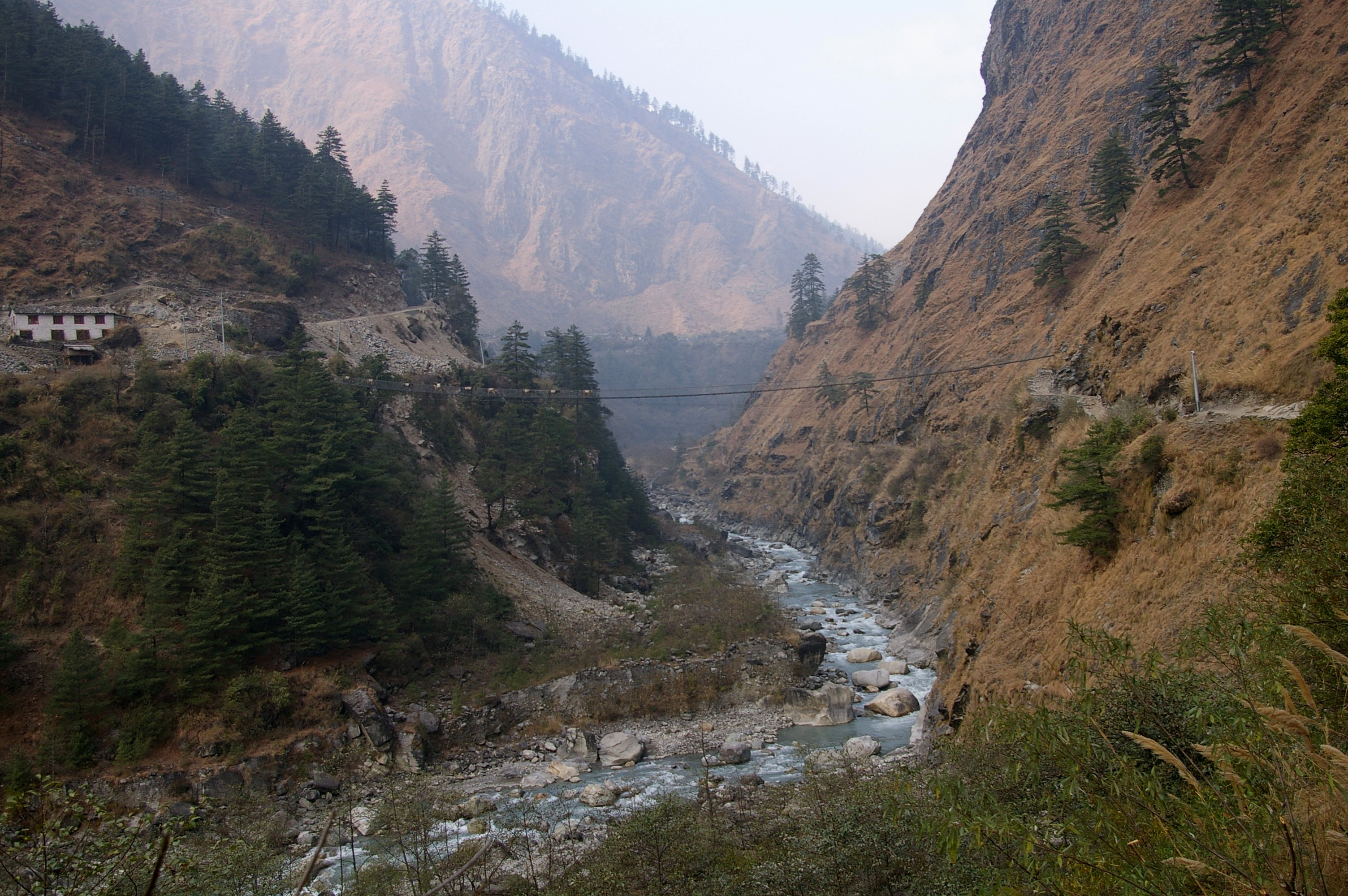
Гандак между Аннапурной и Дхаулагири
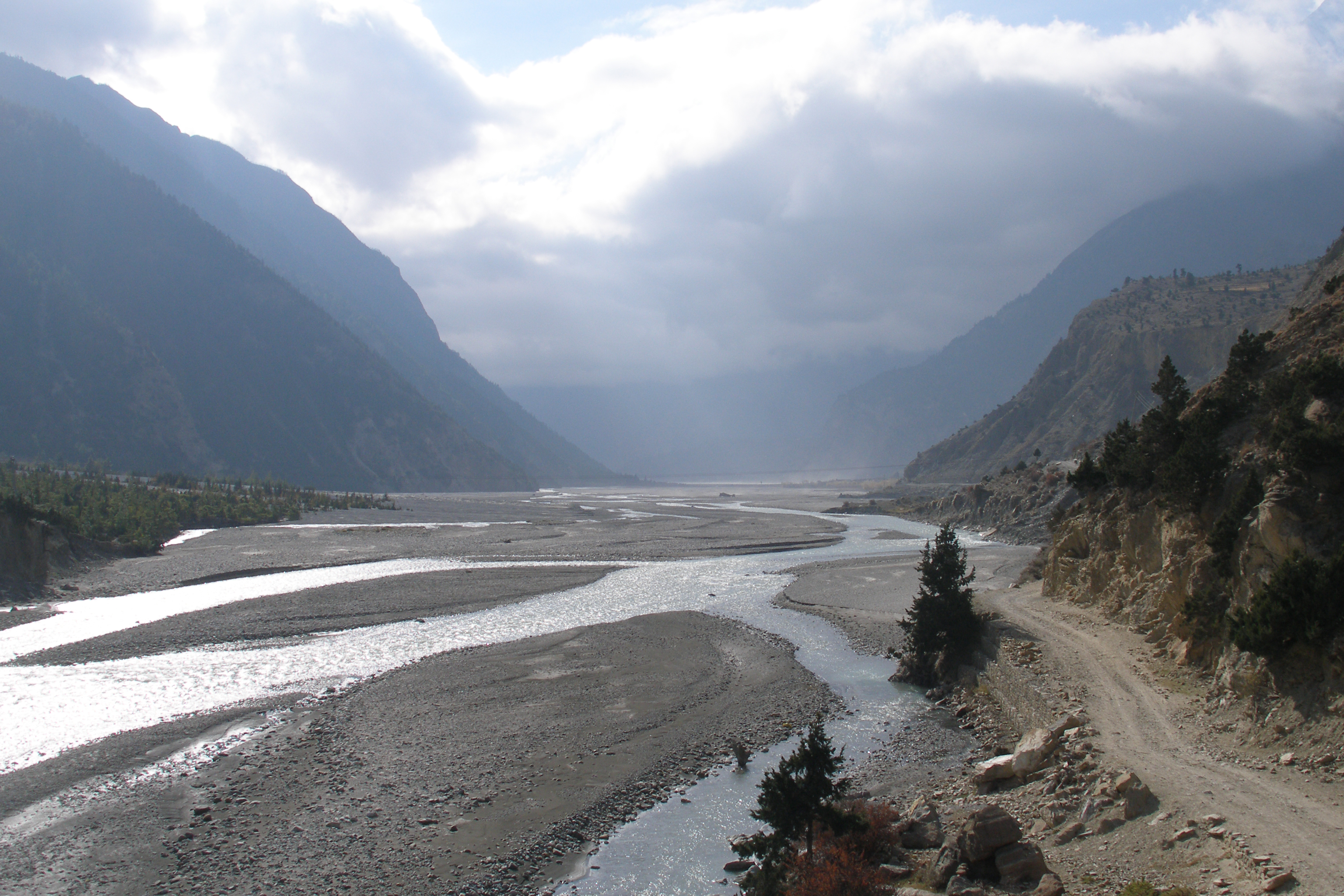
Долина Кали-Гандаки рядом с Тукуче
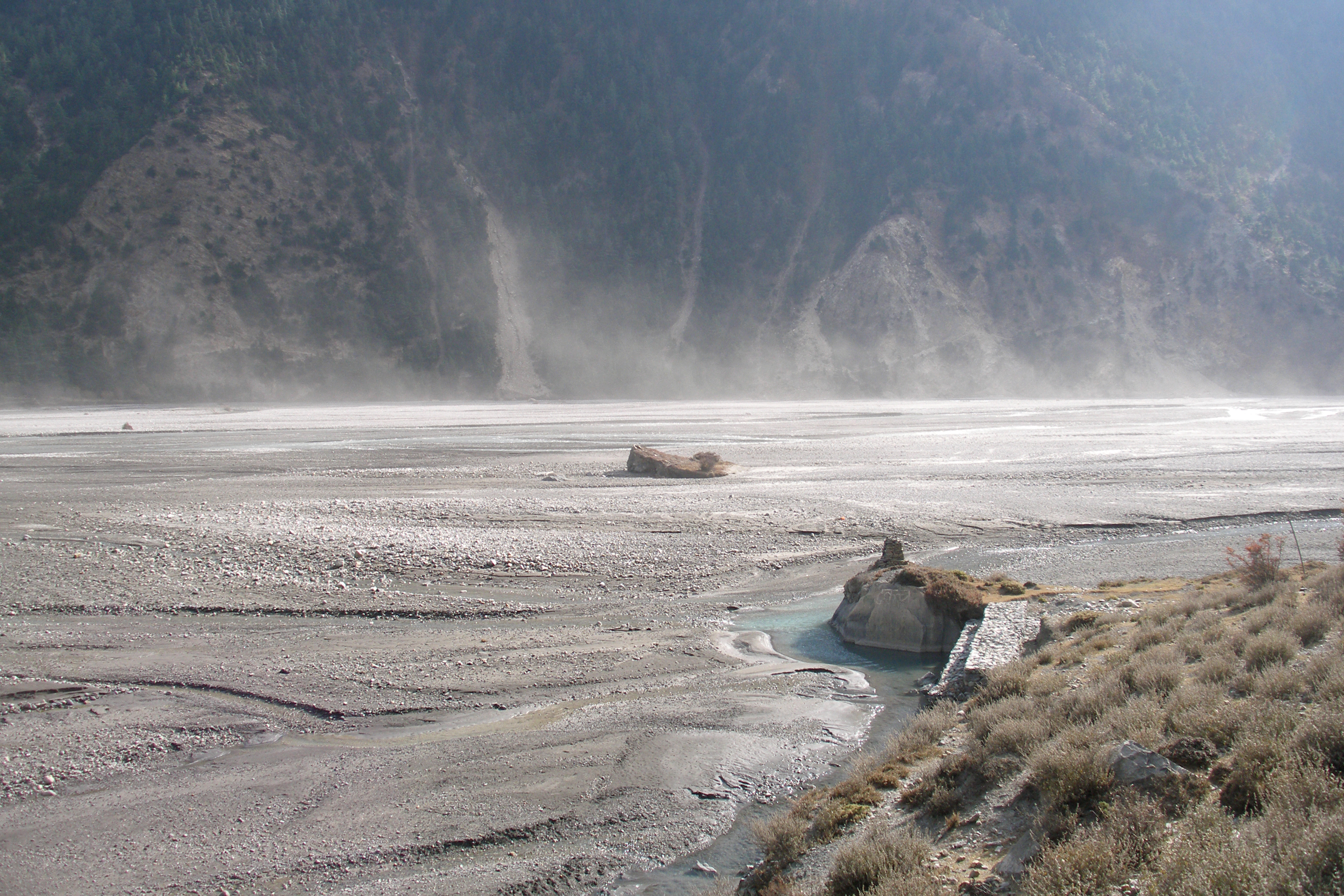
Дно долины Кали-Гандаки, Ларджунг
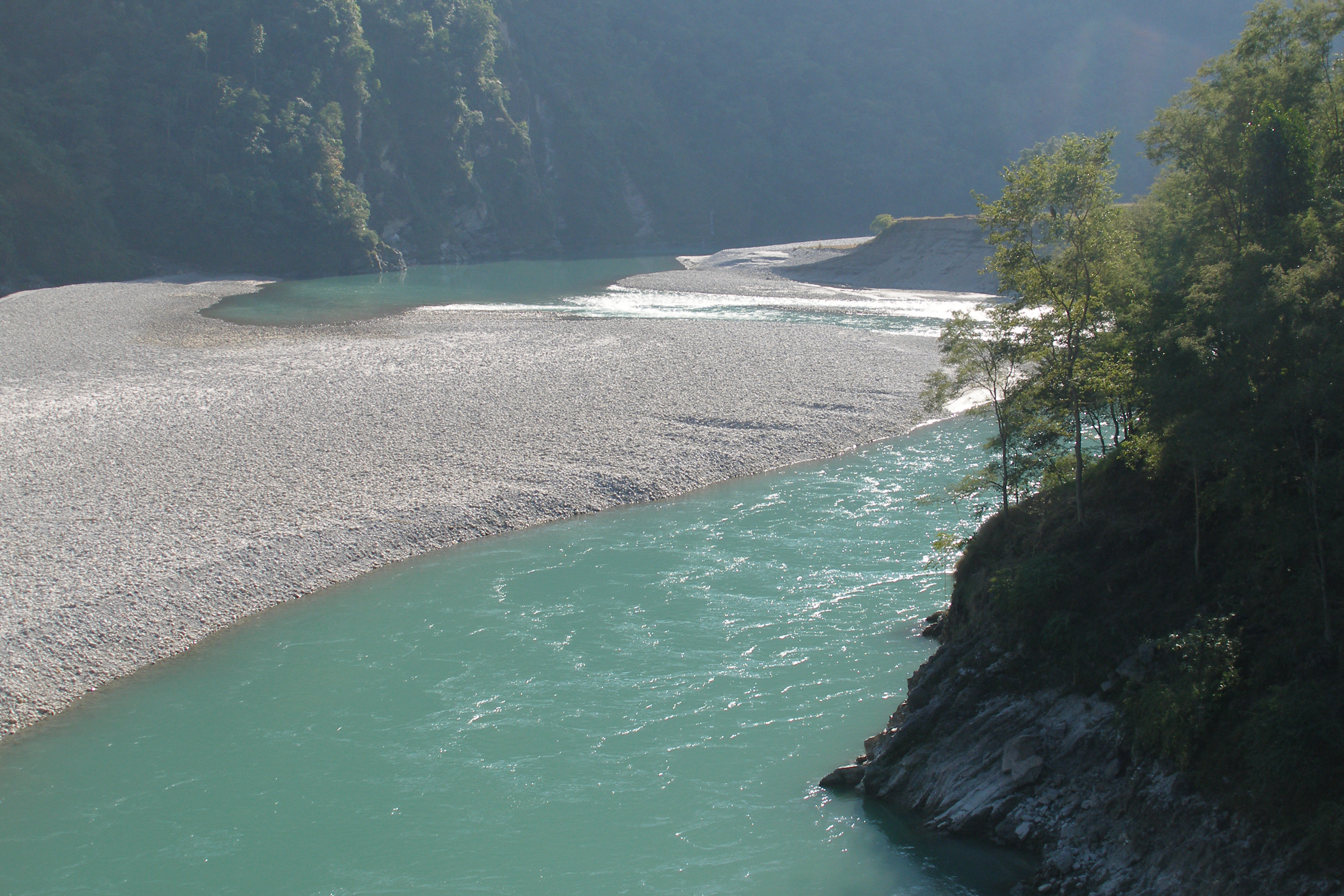
Река Гандаки в Палпа, Непал